# وانیک مکرتچیان
وانیک وارازداتی مکرتچیان (ارمنی: Վանիկ Վարազդատի Մկրտչյան زاده ۱۳ مارس ۱۹۵۰ - درگذشته ۱۷ اکتبر ۲۰۲۰) یک بازیگر اهل ارمنستان بود. وی از سال تا میلادی مشغول فعالیت می‌کرد.

## زندگی‌نامه
وی در ۱۳ مارس ۱۹۵۰ در آرتیک به دنیا آمد و از آکادمی دولتی هنرهای زیبای ارمنستان و کالج دولتی موسیقی رومانوس ملیکیان فارغ‌التحصیل شد. وی همچنین برندهٔ جوایزی همچون هنرمند افتخاری جمهوری ارمنستان (۲۰۱۱) و مدال طلای وزارت فرهنگ جمهوری ارمنستان (۲۰۱۰) شده است. وی در ۱۷ اکتبر ۲۰۲۰ در سن ۷۰ سالگی در درگذشت

## بخشی از فیلمشناسی
از فیلم‌ها یا برنامه‌های تلویزیونی که وی در آن نقش داشته است می‌توان به آثار زیر اشاره کرد.